# Barney Bigard
Barney Howell Bigard (Albany Leon Bigard) (New Orleans, 3 marzo 1906 – Culver City, 27 giugno 1980) è stato un clarinettista, sassofonista e compositore statunitense, interprete di musica jazz.
È noto per la sua lunga militanza nelle orchestre di Duke Ellington e di Louis Armstrong e per essere stato uno dei più popolari clarinettisti dell'"era dello swing". Il suono del suo clarinetto, la sua notevole tecnica e la sua fantasia d'improvvisatore lo resero la voce più importante per questo strumento negli anni 1930. Oltre ad essere in grado di esibire il virtuosismo tipicamente richiesto all'epoca ai clarinettisti, Bigard era capace di suonare espressivamente sui tempi lenti e su quelli veloci, coprendo l'intera estensione dello strumento.

## Biografia
Nativo di New Orleans, vi studiò  musica e clarinetto con Lorenzo Tio, e vi iniziò la sua carriera, suonando con diversi gruppi. Nel 1924 si trasferì, come molti altri musicisti di New Orleans, a Chicago dove suonò, tra l'altro, con l'orchestra di Joe "King" Oliver. In questi anni fu in sala d'incisione con diverse formazioni: quella di King Oliver, quella di Jelly Roll Morton, quella del clarinettista Johnny Dodds e quella del suo futuro capo orchestra Louis Armstrong tra le altre, ma sempre al sax tenore uno strumento che egli suonava spesso con considerevole lirismo, come si può ascoltare nella registrazione del successo di Oliver Someday Sweetheart. Alcuni critici ritengono che come tenorista, negli anni 1920, Bigard fosse secondo al solo Coleman Hawkins.
Nel 1927 Bigard entrò nell'orchestra di Duke Ellington, a New York rimanendovi come solista e primo clarinetto fino al 1942. Come era solito fare con i suoi solisti, Ellingtono costruì molti brani attorno a Bigard e al suo clarinetto,  dedicandogli in maniera particolare il brano Harlem Air Shaft. Con Ellington Bigard comparve principalmente al clarinetto, riservando il tenore al lavoro di sezione. In questi anni figurò anche come leader di varie formazioni: quella nota come "Barney Bigard and his Jazzopators", ad esempio, fu la prima ad incidere il famoso brano Caravan composta da Juan Tizol (un altro ellingtoniano). Nel 1942, stanco della vita randagia dell'orchestra, Barney lasciò l'orchestra di Ellington, per trasferirsi a Los Angeles, come musicista di studio per Hollywood. Qui comparve anche nel film del 1946 New Orleans, come membro di un'orchestra diretta da Louis Armstrong.
Alla fine degli anni 1940, Bigard, che rimase sempre legato allo stile Dixieland della sua giovinezza, iniziò una collaborazione con il trombonista Kid Ory e, più tardi, con il gruppo di Louis Armstrong. Nel 1955, stanco dei costanti tour, lasciò anche il gruppo di Armstrong. Lo si ritrova con Cozy Cole alla fine degli anni 1950, poi per un anno (1960) ancora con Duke. Nel 1962 si ritirò quasi completamente, continuando però a suonare occasionalmente con un'orchestra Dixieland che si esibiva a Disneyland, facendo qualche registrazione con Earl Hines sul finire degli anni 1960 e partecipando come solista alle feste jazz che Dick Gibson organizzava a Vail in Colorado.
Bigard è accreditato come autore o coautore di molti brani, la maggior parte con Ellington:  Rose Room, Ducky Wucky,Lament for Javanette (con Billy Strayhorn);  il più importante però è forse Mood Indigo. Scrisse anche un'autobiografia, intitolata Con Louis e il Duca.
Barney Bigard morì il 27 giugno 1980 a Culver City, in California.

## Discografia parziale
Vedere le discografie dei rispettivi leader per gli anni con Ellington e Armstrong.

### Come leader
- 1957 Barney Bigard
- 1968 Listen Now! Bucket's Got a Hole in It - Delmark
- 1973 Clarinet Gumbo - RCA
- 1974 The Legends of Jazz & Barney Bigard - GHB Records
- 1976 Barney Bigard & the Pelican Trio - Jazzology

### Antologie
- Barney Bigard-Albert Nicholas - RCA
- Paris: December 14-15, 1960 - Vogue
- That Old Feeling - History
- Story 1929-1945 - EPM
- Clarinet Lament - Pearl
- Barney Bigard 1928-1941 - Best of Jazz
- Barney Bigard 1944 - Classics
- Barney Bigard 1944-1945 - Classics
- Barney's Bounce - ASV/Living Era